# Robert Morrison (explorateur)
Pour les articles homonymes, voir Robert Morrison.
Robert Morrison, mort le 27 décembre 1825 à Jannah (Bénin), est un chirurgien de marine et explorateur britannique.

## Biographie
Morrison sert en 1820 sur le HMS Favorite. Il rejoint ensuite l'expédition d'Hugh Clapperton au Nigeria, avec Robert Pearce et Thomas Dickson.
Malade, il quitte l'expédition et rejoint la côte. Richard Lander le rencontre à Badagry le 7 décembre 1825 et lui achète quelques objets. Lander trouvera sa tombe en 1830.
Il meurt à Jannah (Bénin) le 27 décembre 1825,.